# Мирослав Миронов
Мирослав Атанасов Миронов е бивш български футболист, нападател. Роден е през 1963 г. в Русе.

## Кариера
Играл е за Дунав, Славия и Етър. Шампион на България и носител на Купата на БФС през 1991 г. с Етър. Бронзов медалист през 1982 г. със Славия. Има 153 мача и 30 гола в А група за Дунав, Славия и Етър. Бивш национал. Помощник на Стоян Коцев през 1996 г., когато Славия спечели шампионата и купата на страната, а след това и старши треньор на „белите“. До 2011 г. е старши треньор на Дунав, но клубът фалира и разпуска играчи и ръководство. Преди това е бил треньор на Балкан (Ботевград), Светкавица, Спартак (Варна), Спартак (Плевен), Беласица и младежкия национален отбор. През 2011 поема и Спартак (Плевен). През есента на 2013 г. е старши треньор на Дунав (Русе).